# Paraboloide
En la geometría analítica, un paraboloide es una cuádrica, un tipo de superficie tridimensional que se describe mediante ecuaciones cuya forma canónica es del tipo:
{\displaystyle \left({\frac {x}{a}}\right)^{2}\pm \left({\frac {y}{b}}\right)^{2}-{z}=0}
Los paraboloides pueden ser elípticos o hiperbólicos, según sea que sus términos cuadráticos (los que contienen variables elevadas al cuadrado, aquí indicadas como x e y) tengan igual o distinto signo, respectivamente.

## Paraboloide hiperbólico

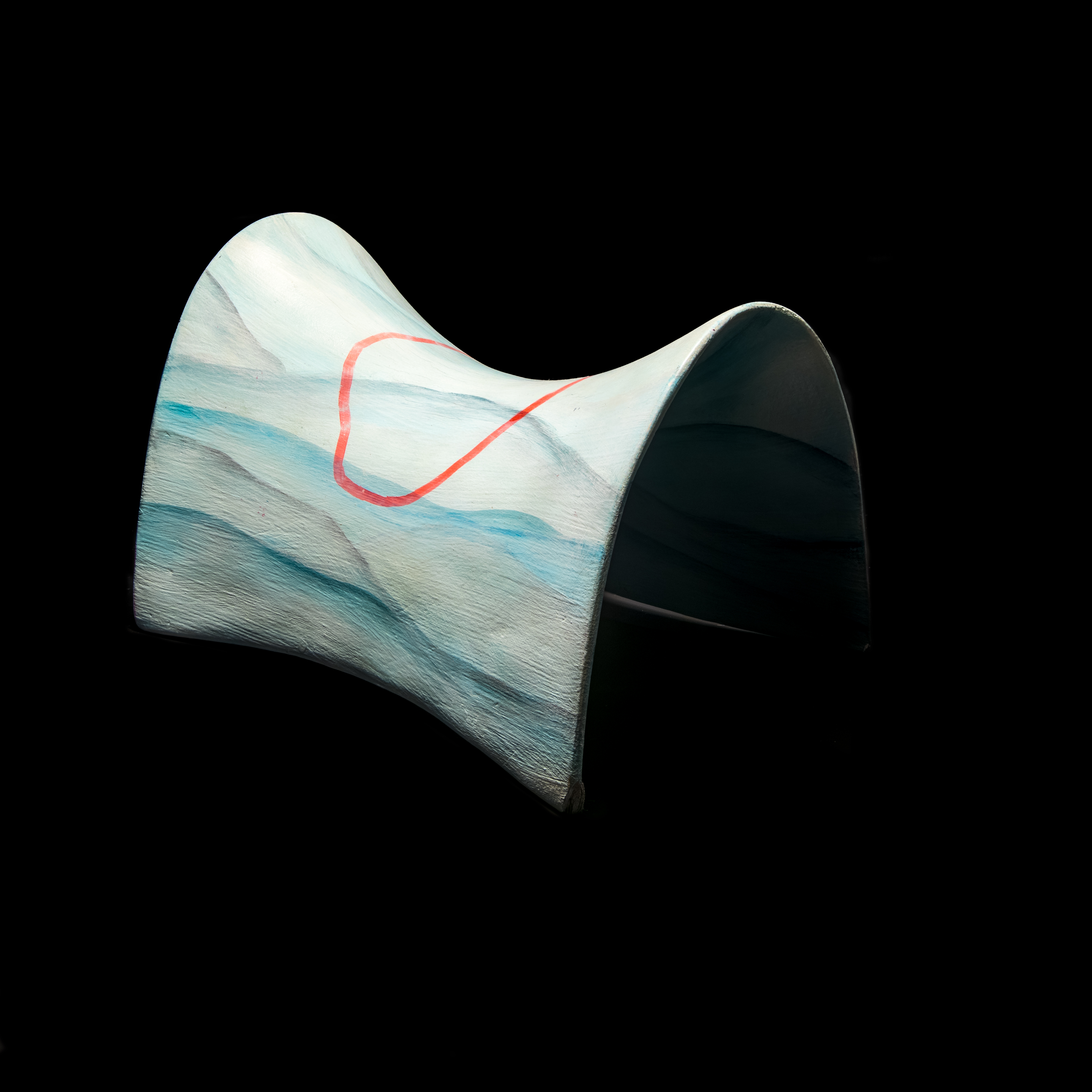
Superficie que ilustra un paraboloide hiperbólico

Un paraboloide será hiperbólico cuando los términos cuantitativos cuadráticos de su ecuación canónica sean de signo contrario:
{\displaystyle \left({\frac {x}{a}}\right)^{2}-\left({\frac {y}{b}}\right)^{2}-{z}=0}.
El paraboloide hiperbólico es una superficie doblemente reglada por lo que se puede construir a partir de rectas. Por su apariencia, también se lo denomina superficie de silla de montar.
El paraboloide hiperbólico es una superficie engendrada por el desplazamiento de una parábola generatriz que se desliza paralelamente a sí misma a lo largo de otra parábola directriz de curvatura opuesta situada en su plano de simetría.
Los aperitivos Pringles se caracterizan por tener una forma de paraboloide hiperbólico.

## Paraboloide elíptico

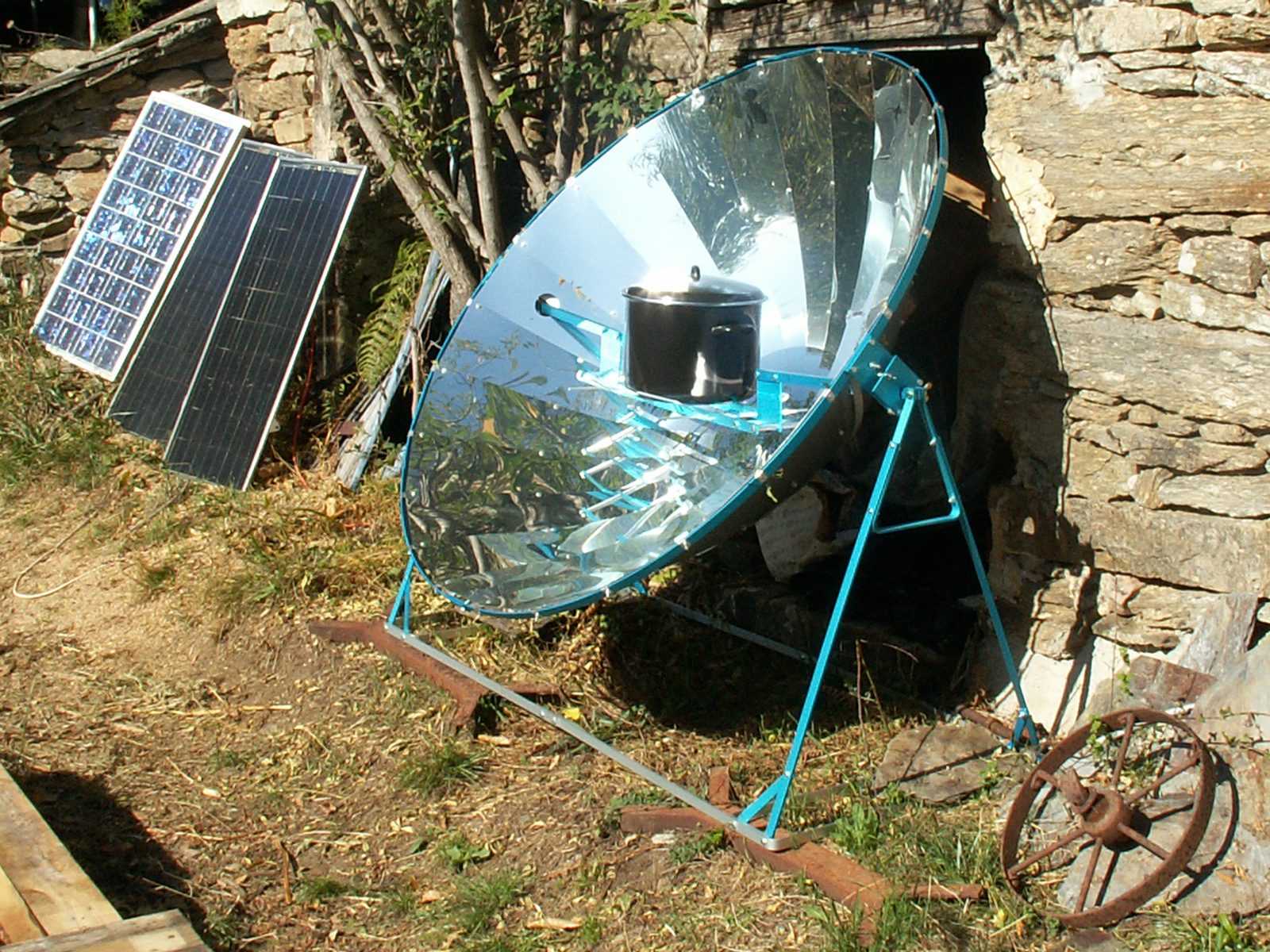
Horno solar cuya superficie reflectora es un paraboloide de revolución.

Un paraboloide será elíptico cuando los términos cuadráticos de su ecuación canónica sean del mismo signo:
{\displaystyle \left({\frac {x}{a}}\right)^{2}+\left({\frac {y}{b}}\right)^{2}-z=0}
Si además es a = b, el paraboloide elíptico será un paraboloide de revolución, que es la superficie resultante de girar una parábola en torno a su eje de simetría.
Las antenas parabólicas son paraboloides de revolución, y tienen la propiedad de reflejar los rayos paralelos entrantes hacia su foco, punto donde se ubica el receptor.